# Helen Kirkpatrick Watts

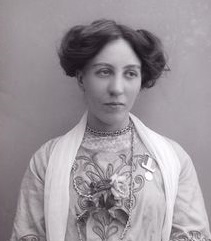
Helen Kirkpatrick Watts, 1911

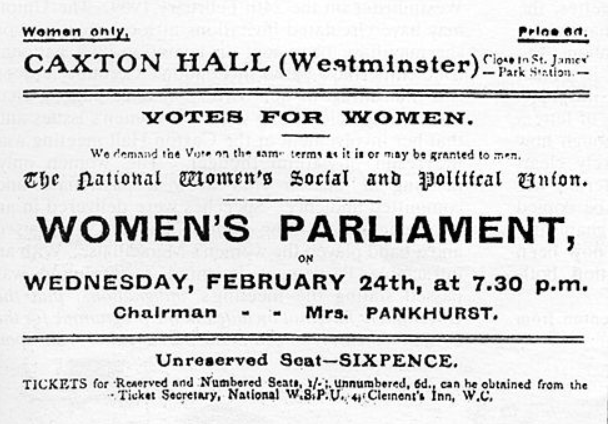
Einladung zum Women's Parliament am 24. Februar 1909 für Watts

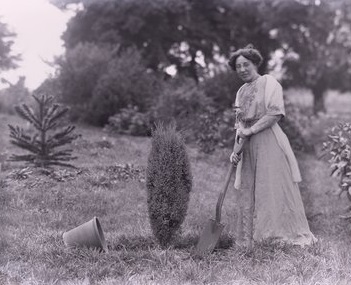
Helen Watts beim Pflanzen eines Gedenkbaumes im Garten von Eagle House, 1911

Helen Kirkpatrick Watts (* 13. Juli 1881 in Bishopwearmouth, Sunderland, County Durham; † 18. August 1972 in Chilcompton, Somerset) war eine englisch-britische Suffragette.

## Leben
Watts wurde  als Tochter von Alan Hunter Watts, dem Vikar an der Holy Trinity Church in Lenton bei Nottingham, und Ethelinda Woodrow Cassels geboren. Watts war taub und sprach daher mit einem starken Akzent.
Watts trat 1907 der Women’s Social and Political Union (WSPU) bei, nachdem sie durch eine Rede von Christabel Pankhurst vor Ort inspiriert worden war.
Am 24. Februar 1909 nahm sie am zu den eigentlichen Parlamentssitzungen parallel veranstaltetem Women's Parliament in der Caxton Hall teil, woraufhin eine kleine Gruppe beschloss, eine Deputation zum Parlament zu bilden. Watts wurde vor dem Unterhaus verhaftet und wegen Behinderung angeklagt, und nachdem sie sich geweigert hatte, sich zu bessern, wurde sie zu einem Monat Haft verurteilt. Ihre Freilassung wurde von den Suffragetten gefeiert und ihre Leistung mit Blumen gewürdigt. Watts war der Ansicht, dass Taten und nicht Worte gefragt waren, und im September protestierte sie erneut, diesmal in Leicester, wo Winston Churchill eine Rede hielt. Wieder inhaftiert wurde sie nach einem 90-stündigen Hungerstreik aus dem Gefängnis von Leicester entlassen.
Wie andere Suffragetten erhielt Watts von der WSPU die sogenannte Hungerstreil Medaille for Valour.
Bei der Volkszählung 1911 lebte Watts mit ihrem Bruder Neville in Chilcompton in Somerset.
Watts wurde von Mary Blathwayt und ihren Eltern in ihr Haus Eagle House eingeladen. Neben der Erholung nach Haft, wurden die Suffragetten eingeladen im Garten des Hauses dem Gedenken an die Aktionen einen Baum zu pflanzen. Watts setzte am 17. März 1911 einen Wacholderbaum.
Wie die Blathwayts war auch Watts nicht damit einverstanden, dass die WSPU ihre Militanz verschärfte und Brandstiftungen beging. Wie andere Suffragetten verließ Watts die WSPU und trat der Women’s Freedom League bei. Während des Ersten Weltkrieges arbeitete sie als Krankenschwester im Mineral Water Hospital in Bath.
Watts schrieb einen der letzten bekannten Berichte über den „Annies Arboretum“ (nach Annie Kenney) genannten Baumgarten im Eagle House. Sie besuchte ihn im Jahr 1962 und nahm einen Wacholderzweig als Souvenir mit. Die örtliche Zeitung berichtete, dass sie die Gedenktafel nicht finden konnte, aber sie fand kräftige Bäume, und mit Hilfe des Fotos von Colonel Blathwayt identifizierte sie „ihren Wacholder“.
1965 ging sie nach Kanada, vermutlich um bei ihrer Schwester Ethelinda zu leben, kehrte aber später ins Vereinigte Königreich zurück.
Watts lebte in Hove, starb aber am 18. August 1972 in Chilcompton. Ihre Papiere tauchten später in Avonmouth auf und wurden dem Archiv in Nottingham geschenkt. Ihre Suffragetten-Medaille wurde 1999 versteigert.
Am 22. November 2018 wurde im Nottingham Arboretum ein Wacholderbaum zu Watts’ Ehren gepflanzt.